# 숙효황후
숙효황후 항씨(肅孝皇后 杭氏, ? ~ 경태 7년(1456년))는 경태제의 계후이다.

## 생애
원래 항씨는 성왕(郕王) 주기옥(朱祁鈺)의 측실이였다. 토목의 변으로 인해 주기옥이 경태제로 즉위하자 귀비로 진봉되었고, 황자 주견제(朱見濟)를 태자로 바꾼 후에는 황후 왕씨를 폐하고 황후로 지위가 올랐다. 그러나 몇 달 못가 황태자 주견제는 세상을 떠나고, 회헌태자(懷獻太子)라는 시호를 받았다. 경태 7년(1456년), 황후 항씨도 붕어하였다. 황후가 죽은 지 1년 쯤에 경태제가 폐위를 당하고, 회헌태자는 세자(世子)로 격하되고, 황후 항씨도 그 지위를 추탈당했다.
시호는 숙효황후(肅孝皇后)이나, 경태제가 폐위당한 이후로 황후의 시호도 추탈되었다. 능묘는 미상이다.